# Limasolsko slano jezero
| grad Limassol Zaljev Akrotiri Limasolsko sl. jezero poluotok Akrotiri Zaljev Episkopi Rt Zevgari Rt Gata |

Limasolsko slano jezero (također poznato kao slano jezero Akrotiri) najveća je vodeno masa na otoku Cipru. Nalazi se na poluotoku Akrotir, u Akrotiriju i Dhekeliji, britanskom prekomorskom teritoriju .
Nalazi se točno jugozapadno od grada Limassola i površine je 10,65 km 2. Njegova najniža točka je 2,7 metara ispod razine mora, a na najdubljoj točki dubina vode iznosi oko jedan metar. Geolozi pretpostavljaju da je jezero nastalo postupnim spajanjem pučinskog otočića s južne obale Cipra.
Samo jezero se smatra jednim od najvažnijih močvara istočnog Sredozemlja. Plitkoća jezera (više od polovice jezera je pliće od 30 cm) privlači tisuće ptica močvarica da ga koriste kao usputnu stanicu tijekom sezona migracije između Afrike i Europe. BirdLife International procjenjuje da između 2.000 i 20.000 ružičastih plamenaca (Phoenicopterus roseus) provodi zimske mjesece na jezeru.
Ovo slano jezero nalazi se unutar Akrotirija i Dhekelije, britanskog prekomorskog teritorija na otoku Cipru, kojim se upravlja kao suverenom vojnom bazom. Nalazi se u području zapadne suverene baze (Akrotiri).
Godine 2003. britansko Ministarstvo obrane izazvalo je neke kontroverze konstruirajući dvije goleme antene kao dio svoje mreže radijskih prislušnih stanica na Bliskom istoku.
Lokalni i europski ekolozi zabrinuti su da bi blizina prislušnih postaja ovom ekosustavu mogla imati značajan utjecaj na divlje životinje.